# Aurel Decei
Aurel Decei (n. 15 aprilie 1905, Gura Râului, Sibiu — d. 24 aprilie 1976) a fost un istoric, orientalist și diplomat român, care a militat împotriva abolirii monarhiei și contra instaurării regimului comunist.

## Viața și activitatea
Aurel Decei a urmat studiile secundare la Sibiu, Blaj și Alba Iulia, urmând ca pe cele superioare să le finalizeze între anii 1923-1927 la Cluj-Napoca. Specializarea sa a fost realizată pe rând la Roma, Paris și mai apoi Constantinopol.
Eminent istoric specializat în istoria Orientului Apropiat, cu precădere în istoria civilizației otomane, Aurel Decei a fost numit în anul 1944 atașat de presă în cadrul Ambasadei României de la Ankara. Rechemat în țară, după ce Ana Pauker a devenit ministru de externe, în noiembrie 1947, el a ales să rămână în Turcia, unde datorită pregătirii sale excepționale (între altele cunoștea limbile arabă, persană și turcă) a fost angajat într-un post superior la Arhivele Naționale ale statului turc. Aurel Decei s-a implicat foarte serios și în activitățile politice și culturale ale exilului românesc, făcând parte dintre membrii de frunte ai Comitetului Național Român în Exil.
Statura sa profesională și, mai cu seamă, activitatea sa politică au atras atenția serviciilor secrete ale regimului comunist din România. Așa cum ne arată investigația efectuată de Mihai Pelin, numele lui Aurel Decei a fost trecut într-o circulară emisă în martie 1954 sub semnătura lui Alexandru Drăghici, adresată tuturor direcțiilor regionale ale Ministerului Afacerilor Interne, care includea un catalog al celor socotiți drept cei mai periculoși dintre compatrioții noștri stabiliți în străinătate. Alături de alți români exilați, în dreptul numelui lui Aurel Decei era menționat, în caz de identificare să fie reținut.
În "Cartea Neagră a Securității" (publicată în 1997), se arată că profesorul Aurel Decei a fost una dintre victimele securității și ale DIE. El a fost ademenit în Berlinul de Vest cu ajutorul lui George Kenayoglu, „om de afaceri” grec care lucra pentru DIE. Profesorul Decei a fost răpit de colonelul DIE Vasile Turcu, care poza ca șofer al lui Kenayoglu, și a fost arestat de colonelul Vasile Moiș, adjunct al DIE pentru emigrație, care a pozat ca ofițer STASI. În 1960, Aurel Decei a fost condamnat la moarte dar pedeapsa i-a fost comutată la 25 de ani de muncă silnică. A fost eliberat în 1964 și a lucrat ca cercetător la Institutul N. Iorga al Academiei Române.
La Editura Enciclopedică a apărut cartea Aurel Decei sau destinul disperării, de Ioan Opriș.
La doar 17 km de Sibiu, în localitatea Gura Râului, se află Casa memorială „Aurel Decei”.